# فورتون براندز
كانت فورتون براندز (Fortune Brands) شركة قابضة تأسست عام 1969 تحت اسم أميريكان براندز ، وأعيدت تسميتها في عام 1997 وانقسمت في عام 2011.  كان المقر الرئيسي للشركة في ديرفيلد ، إلينوي ، في الولايات المتحدة. الشركة لديها خطوط إنتاج متنوعة. أعلنت في 8 ديسمبر 2010 ، أنها ستركز على تجارة الخمور الخاصة بها ، وتفرز أو تبيع أجزاء أخرى من الشركة بما في ذلك الأثاث المنزلي والأجهزة ومنتجات الجولف.   باعت الشركة خطوط إنتاج تايتليست و فووتجوي إلى فيلا كوريا. في 3 أكتوبر 2011 ، قسمت باقي أعمالها إلى شركتين يتم تداولهما علنًا: فورتون براندز هوم & الأوراق المالية (NYSE: FBHS)  و شركة بيم. (NYSE: BEAM). في 13 يناير 2014 ، أعلنت شركة صنتروي (مقرها الرئيسي في أوساكا ، اليابان) أنها ستشتري شركة بيم. مقابل حوالي 13.6 مليار دولار.  تم الانتهاء من الاستحواذ في 30 أبريل 2014 مقابل 16 مليار دولار تقريبًا وأصبحت بيم شركة تابعة لشركة صنتوري باسم بيم صنتوري.